# Liste der Monuments historiques in Erbrée
Die Liste der Monuments historiques in Erbrée führt die Monuments historiques in der französischen Gemeinde Erbrée auf.

## Liste der Bauwerke
| Bezeichnung            | Beschreibung                       | Standort | Kennzeichnung | Schutzstatus | Datum | Bild           |
| ---------------------- | ---------------------------------- | -------- | ------------- | ------------ | ----- | -------------- |
| Château des Nétumières | Schloss, erbaut im 16. Jahrhundert | (Lage)   | PA00090552    | Inscrit      | 1973  | weitere Bilder |